# 阿道夫·温道斯
阿道夫·奥托·赖因霍尔德·温道斯（德語：Adolf Otto Reinhold Windaus，1876年12月25日—1959年6月9日）是一名德国化学家，1928年因其在固醇领域的研究成果而获诺贝尔化学奖。

## 早年
阿道夫·温道斯在1876年圣诞节生于柏林，他的父亲是服装制造者阿道夫·温道斯，母亲是玛格丽特·埃尔斯特。他在柏林法语文理学校受了早期教育，那时他喜欢文学。1895年起进入柏林洪堡大学和弗莱堡大学学习医学，1897年他通过了初级医学测试。在柏林学习时，他听了埃米尔·费歇尔的化学课程。当时费歇尔正从事生物化合物的研究，比如蛋白质和糖类。
对化学的兴趣促使他在弗莱堡跟随著名化学家海因里希·基利安尼学习这个领域。费歇尔和基里安尼设计了使用氰醇中间体将较小的糖类合称为大分子糖类的方法。基里安尼指导温道斯开始了对固醇的研究，后来温道斯正是因为对这个领域的贡献而获得诺贝尔奖。温道斯带着对化学的兴趣继续研读医学，受魏斯曼影响，温道斯还副修了动物学。

## 研究生涯
1900年温道斯获博士学位，论文是关于心脏毒，尤其是来自毛地黄属的化合物。毕业后，温道斯去了柏林，成了埃米尔·费歇尔的助手。在那儿他与奥托·迪尔斯成为了好友。迪尔斯后来在1950年与阿尔德因对有机合成的贡献分享了诺贝尔化学奖。温道斯和迪尔斯的友谊一直持续到后者1954年逝世。
温道斯与弗朗茨·克诺普合作进行了重要的研究，后者以对脂肪酸降解的研究而知名。二人一道研究了咪唑衍生物，结果发现了组胺激素。由于组胺的重要药用价值，温道斯成为了德国化学工业的重要人物。

维生素D_{3}

1901年温道斯回弗莱堡开始研究胆固醇，当时人们对它的化学结构还一无所知。从一开始他就意识到甾醇是合成其他一些物质的材料，后来在1903年发表了《论胆固醇》。1919年他成功将胆固醇转化为胆烷酸（早些时候由他的另一好友、诺贝尔化学奖得主奥托·威兰由胆汁酸中分离），证明了胆汁酸与甾醇密切相关。他还发现，胆固醇可以经几个步骤后转化为维生素D3。
除了固醇研究，温道斯还发表了关于葡萄糖分解、固醇的热分解、咪唑环的合成与分裂的大量文章。
温道斯1906年被任命为助理教授，1913年成为因斯布鲁克大学应用医学化学教授。1915年他成为哥廷根化学教授，1944年退休，那时他已是普通化学实验室主任了。他的学生中包括阿道夫·布特南特和汉斯·布罗克曼。
1925年，他应阿尔弗雷德·赫斯的邀请到纽约研究维生素D。他与法本公司合作研究了维生素B1，证明其化学结构中所含的不是咪唑环，而是噻唑环、嘧啶环。温道斯还用实验研究了氢化环系统顺式和反式连接的立体化学问题。化学疗法是他后期生涯中关注的主要问题。

### 获诺贝尔奖的固醇研究
据瑞典皇家科学院的H·G·瑟德鲍姆教授在授奖词说，温道斯对于固醇的研究意图揭示有机物互相转换的性质。瑟德鲍姆用“勤勉”和“机智”形容温道斯的工作。瑟德鲍姆在授奖词中形容温道斯以“解释执行的明晰”来“克服最大的实验困难”。
1928年12月12日，温道斯在获奖演说中叙述了他在固醇领域的研究。他将固醇定义为分布于动物界和植物界，但在细菌中未发现的不含氮大分子醇类。胆固醇最早是从胆结石中提炼出来的，它是一种不饱和化合物，在整个人体中都存在，分子中包含27个碳原子、46个氢原子、1个氧原子。它在自然界中都有被发现，它的单一醇类，在某种程度上，能够酯化为不同的脂肪酸。虽然它大量集中在脑部，但在人类血清中发现的含量展现出很大的不同。高含量的胆固醇会富集在肝中并造成损害，温道斯根据那个时代的实验数据相信，胆固醇含量中等或偏高的饮食与动脉硬化有一定联系。
温道斯做过广泛研究的另一种重要固醇是麦角固醇，它发现于酵母和其他真菌中。麦角固醇分子由27个碳、42个氢、1个氧构成。它有三个双键，而胆固醇中只有一个。

7-脱氢胆固醇

温道斯与好友威兰的工作通过一种双氢固醇——粪酯醇有了联系。它可以自然产生，但不能通过胆固醇的氢化来合成。在实验室中，温道斯用盐酸初治使胆固醇转化为粪酯醇。以粪酯醇为初始材料，温道斯用吸收氧化剂的方法将其转化为胆烷酸。一般的胆酸源于胆烷酸。威兰将胆烷酸与固醇联系起来。
温道斯之后证明了类固醇与维生素D的关系。他用波长248nm到313nm的紫外线照射麦角固醇得到了维生素D。温道斯还探索了照射的条件。他发现反应可在极低的温度下发生，但若照射时间太长，维生素D会被破坏。他希图用纯化学方法将麦角固醇转化为维生素D，但没有成功。
温道斯继续改进实验，从而定量的证明了麦角固醇与维生素D有着相同的实验式。为了区分是聚合还是异构化，他做了分子量的研究，确定了这两个化合物的分子量在误差范围内相等。
接下来温道斯考察了类固醇中的醇加上一个双键异构化为维生素D内酮基的可能性。这可能是在紫外照射时发生的。仔细的实验证明羟基并不会在照射中分解，所以醇并不会变成酮基。他对只用单一方法并不满意，多次以合成法制备酮，发现它并不能成为活性的维生素。
另一种可能性是双键被异构化至另一位置。温道斯用定量实验证明双键数量在麦角固醇与维生素D中并无不同，证明异构化是双键移位或者立体结构重整的作用。

## 荣誉
除了诺贝尔奖，温道斯还获得过巴斯德奖章（1938）、歌德奖章（1941）、大十字勋章（1951）、 和平十字勋章（1952）。

## 家庭
1915年温道斯与伊丽莎白·雷绍结婚，他们有3个孩子。1959年6月9日，他在哥廷根病逝。